# Toltecaria
Toltecaria is een geslacht van spinnen uit de familie hangmatspinnen (Linyphiidae).

## Soorten
De volgende soorten zijn bij het geslacht ingedeeld:
- Toltecaria antricola (Millidge, 1984)